# Fordham Rams

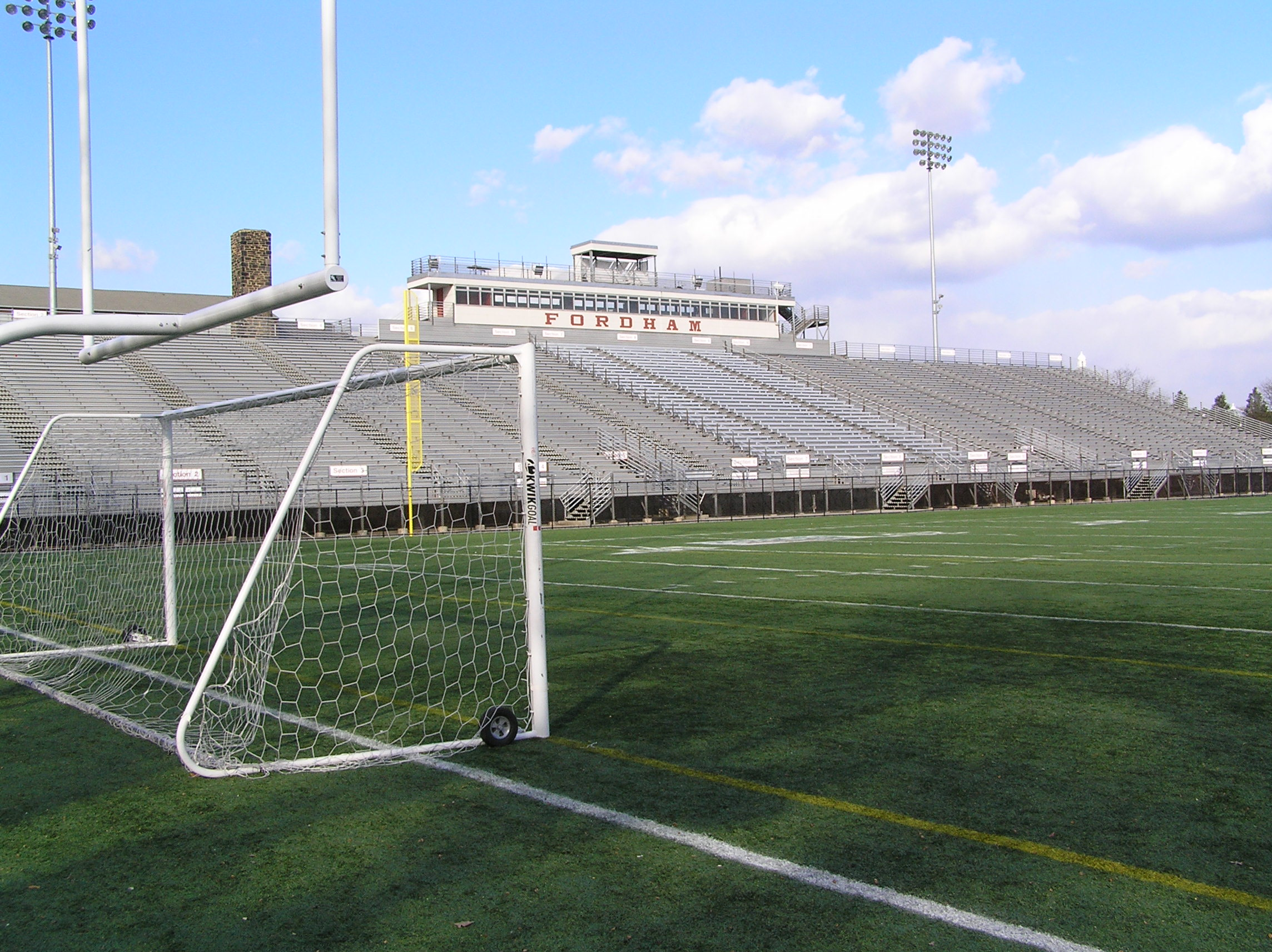
Jack Coffey Field

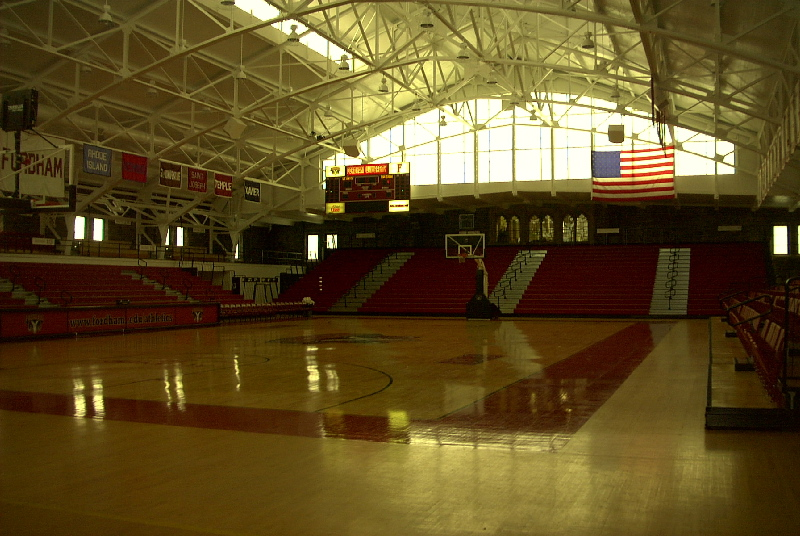
Rose Hill Gym.

Fordham Rams (español: Carneros de Fordham) es la denominación que reciben los equipos deportivos de la Universidad de Fordham, situada en Nueva York. Los equipos de los Rams participan en las competiciones universitarias organizadas por la NCAA, y forma parte de la Atlantic Ten Conference en todos los deportes, excepto en fútbol americano, disciplina que compite en la Patriot League.

## Apodo
Aunque mucha gente cree que el apodo de Rams proviene de un carnero propiedad de la universidad muerto en 1927, existen indicios para creer que el origen es muy anterior, remontándose al año 1905.
La admiración por su equipo de fútbol americano en aquella época dio lugar a que la franquicia profesional de Cleveland en la NFL tomase su apodo como propio, manteniéndose hasta la actualidad, los Rams.

## Programa deportivo
Los Rams tienen 21 equipos:
| - Masculino - Baloncesto - Cross - Atletismo - Fútbol - Tenis - Natación & saltos - Béisbol - Golf - Squash - Waterpolo - Fútbol americano | - Femenino - Baloncesto - Cross - Atletismo - Fútbol - Tenis - Natación & saltos - Sófbol - Remo - Voleibol - Animación |

## Béisbol
Fundado hacia 1858, el equipo de béisbol de Fordham es uno de los más antiguos del país. De hecho, presumen de ser uno de los equipos que disputó el primer partido escolar de este deporte, el 3 de noviembre de 1859. El primer latino que llegó a jugar profesionalmente a este deporte en Estados Unidos jugó previamente en Fordham.
Un total de 56 jugadores de los Rams han llegado a jugar en la MLB en toda su historia.

## Baloncesto
El 28 de febrero de 1940, los Rams se enfrentaron a la Universidad de Pittsburgh en el Madison Square Garden en el primer partido de baloncesto televisado de la historia. Pittsburgh ganó 57-37. Un total de 10 jugadores han llegado a la NBA, estando representados en la actualidad por Smush Parker, jugador de Los Angeles Lakers.